# Abba Boukar
Pour les articles homonymes, voir Boukar.
Abba Boukar est un homme politique camerounais, depuis les élections sénatoriales de 2013, il est élu sénateur du Mayo-Sava, dans la Région de l'Extrême-Nord, et est membre du parti politique au pouvoir, le Rassemblement démocratique du peuple camerounais (RDPC).

## Biographie

### Enfance et formation
Abba Boukar est né vers 1942 à Mora. Après des études de médecine, il est âgé de 33 ans (1972) lorsqu'il est élu député du Margui-Wandala, aujourd'hui Mayo-Tsanaga. Il est le maire de la commune de Mora depuis une quarantaine d'années. Au moment de son élection à l'hémicycle, il cumule les postes de maire et sénateur à l'Assemblée nationale. Lors de la dernière session parlementaire, il se fait remplacer par son suppléant Abba Moulla Boukar[réf. souhaitée].